# Asociación Asiática de Atletismo

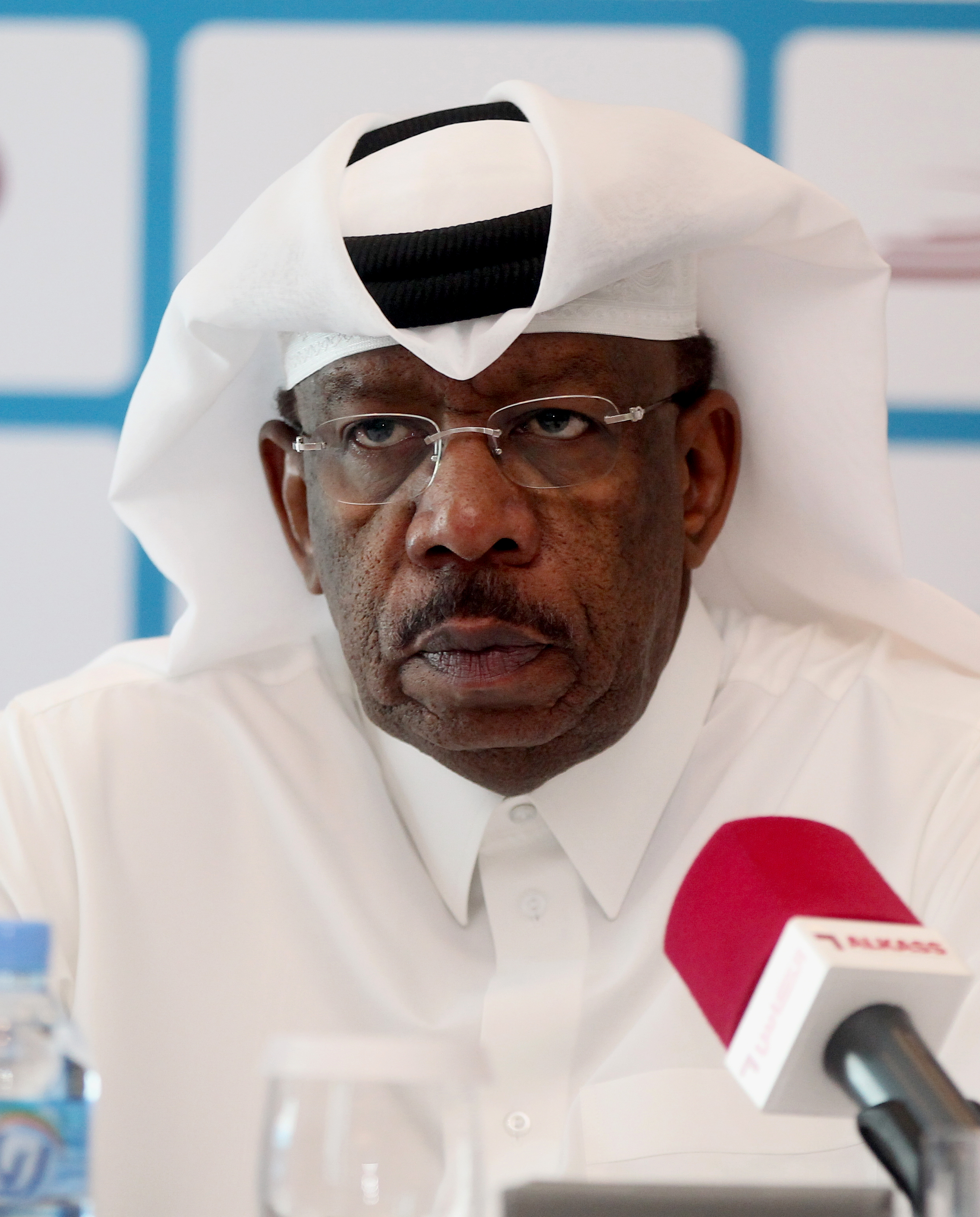
El presidente de la Asociación Asiática de Atletismo, Dahlan Al Hamad, durante una conferencia de prensa en Doha

La Asociación Asiática de Atletismo (en inglés Asian Athletics Association, AAA) es la institución que representa a las federaciones nacionales asiáticas de atletismo a nivel competitivo ante la IAAF. Asimismo, es la responsable de organizar periódicamente las competiciones continentales correspondientes.
Tiene su sede en la ciudad de Singapur. Cuenta en 2007 con la afiliación de 45 federaciones nacionales del continente asiático.
El presidente en funciones desde el año 2000 es Suresh Kalmadi de la India.

## Historia
Fue fundada el 21 de noviembre de 1973 en Manila, capital de las Filipinas, bajo el nombre de Asociación Asiática de Atletismo Amateur
En 1973 es realizado el primer Campeonato Asiático de Atletismo en la ciudad de Manila.

## Eventos
La AAA organiza anualmente muchas competiciones internacionales, entre las más importantes están las siguientes:
- Campeonato Asiático de Atletismo
- Campeonato Asiático de Campo a Través

## Organización
La estructura jerárquica de la Asociación está conformada por el presidente y los vicepresidentes, el Congreso, el Comité Ejecutivo, el Consejo y los Comités Técnicos.

## Federaciones nacionales
En 2007 cuenta con la afiliación de 45 federaciones nacionales.
| - Afganistán - Arabia Saudita - Baréin - Bangladés - Brunéi - Bután - Camboya - China - Corea del Sur - Corea del Norte - Emiratos Árabes Unidos | - Filipinas - Hong Kong - India - Indonesia - Irán - Irak - Japón - Jordania - Kazajistán - Kuwait - Kirguistán - Laos - Líbano | - Macao - Malasia - Maldivas - Mongolia - Birmania - Nepal - Omán - Pakistán - Palestina - Catar - Singapur | - Sri Lanka - Siria - Tailandia - China Taipéi - Tayikistán - Timor Oriental - Turkmenistán - Uzbekistán - Vietnam - Yemen |